# Bessara
Bessara is een geslacht van vlinders van de familie visstaartjes (Nolidae), uit de onderfamilie Chloephorinae.

## Soorten
- B. quadratipennis Walker, 1862